# 貝爾韋代爾峰

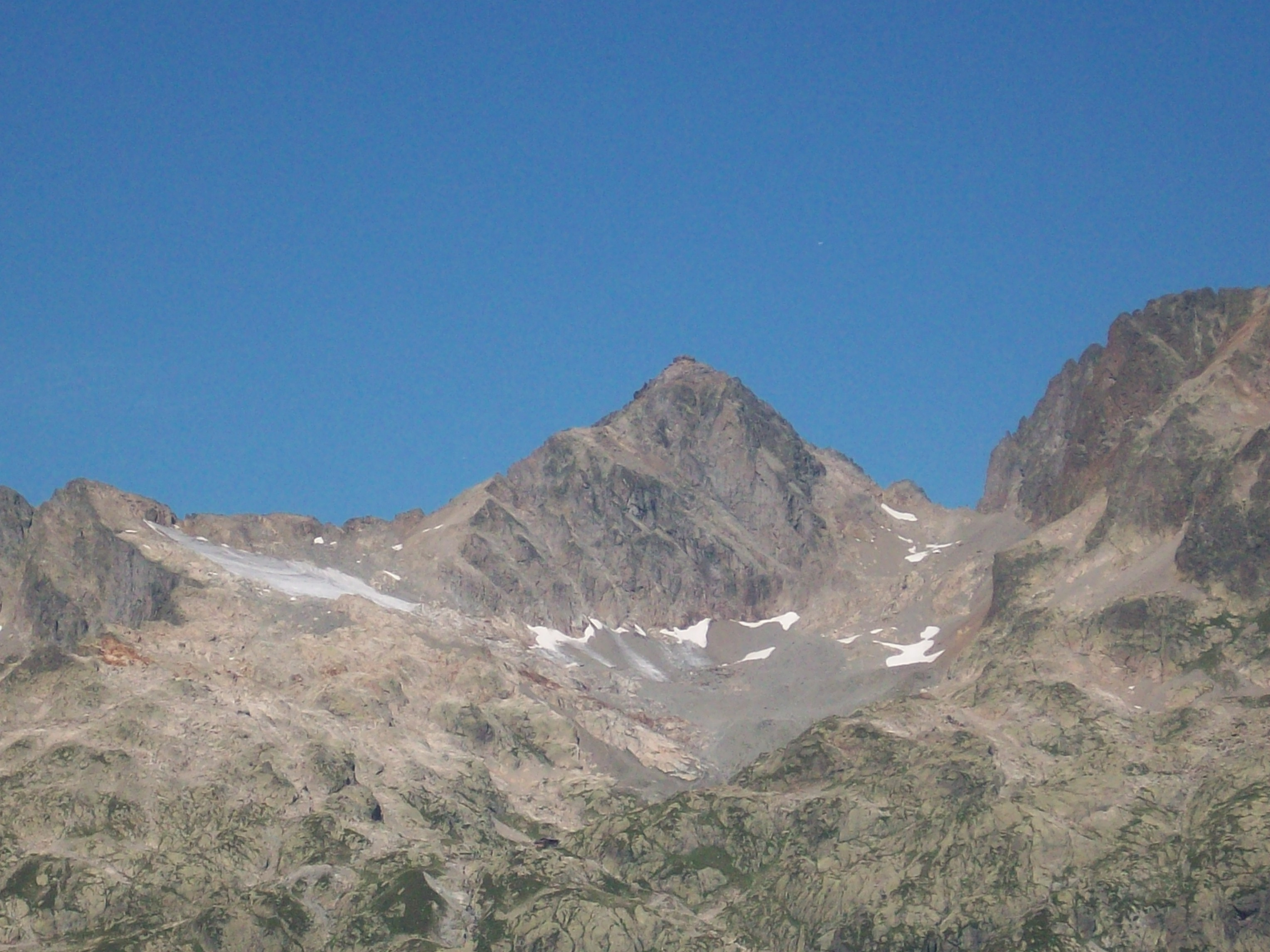

45°59′15″N 06°52′24″E / 45.98750°N 6.87333°E
貝爾韋代爾峰（法語：Aiguille du Belvédère），是法國的山峰，位於該國東南部，由上薩瓦省負責管轄，屬於魯日峰的一部分，海拔高度2,965米，每年平均降雨量1,567毫米。